# Martin Waldis

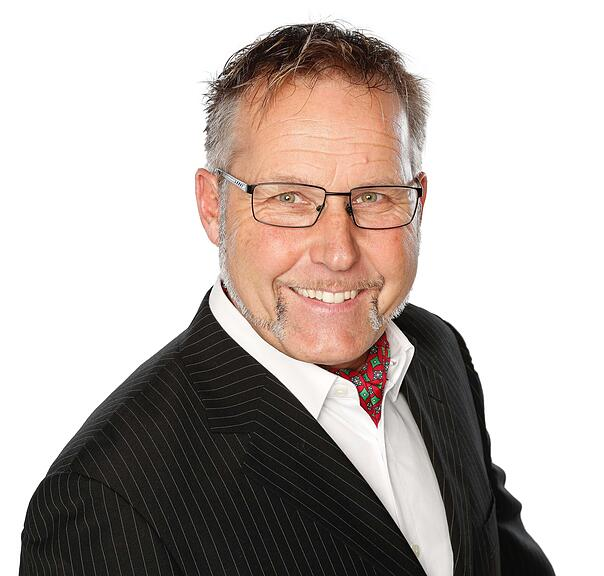
Martin Waldis (2024)

Martin Waldis (* 1966 in Vitznau LU; heimatberechtigt in Vitznau LU) ist ein Schweizer Politiker (SVP).

## Leben
Waldis wuchs in der Luzerner Seegemeinde Vitznau am Fuss der Rigi auf. Nach der obligatorischen Schulzeit erlernte er den Beruf des Möbelschreiners. Anschliessend bildete er sich zum Fitness-Instruktor weiter. In seiner Freizeit engagiert er sich im Alphorntrio Vitznau. Waldis ist oft mit seinem Büchel, einem traditionellen Musikinstrument der Innerschweiz, in der Bergwelt um den Vierwaldstättersee unterwegs. Als Mitglied und musikalischer Leiter des Schweizerfahne-Teams ist er jährlich an der Montage der Schweizerfahne am Steigelfadbalm-Dossen beteiligt. Die Fahne gilt als Attraktion und ist bis über die Landesgrenzen hinaus bekannt.
Politisch engagierte er sich zunächst auf kommunaler Ebene in seiner Heimatgemeinde. Er steht noch heute der SVP-Ortspartei Vitznau vor. Bis Ende der Legislatur 2024 war er Mitglied der Bildungskommission in Vitznau.
Bei den kantonalen Wahlen vom 2. April 2023 gelang Waldis mit 10'838 Stimmen der Sprung in den Luzerner Kantonsrat. Er vertritt den Wahlkreis Luzern-Land. Nach seiner Vereidigung am 19. Juni 2023 nahm er Einsitz in der Kommission Verkehr und Bau (VBK).